# Виховані вовками (телесеріал)
«Виховані вовками» (англ. Raised by Wolves) — американський науково-фантастичний драматичний телевізійний серіал, створений Аароном Ґузіковським. Прем'єра відбулася на HBO Max 3 вересня 2020 року. Покази тривали 2 сезони, після чого серіал закрили без логічного фіналу.
Події «Вихованих вовками» розгортаються навколо двох андроїдів — Батька і Матері, яким доручили виховати людських дітей на загадковій новій планеті після того, як Земля була знищена великою війною. Позаяк молодій колонії людей, що розростається, загрожує руйнування релігійними розбіжностями, андроїди дізнаються, що контролювати переконання людей — підступне і важке завдання.

## Сюжет

### Перший сезон
Наприкінці XXII століття двоє андроїдів покидають Землю, спустошену війною між атеїстами та мітраїстами. Їхній корабель прибуває до планети Кеплер-22b, проте при посадці падає в одну з дір, якими покрита місцевість. Андроїди, Батько й Мати, встигають забрати найнеобхідніше для облаштування колонії атеїстів, зокрема людські ембріони. Хоча андроїди вирощують дітей, впродовж 12-и років ті гинуть і виживає лише хлопчик Кемпіон. До того ж Батько знаходить скелет величезного змія, хоча фауни на планеті не спостерігалося. Батько вважає, що Кемпіона треба відправити до мітраїстів, які теж колонізують планету в іншому регіоні. Мати різко заперечує це та виводить з ладу Батька. Кемпіон знаходить корабель і шле звідти сигнал з проханням про допомогу. Мітраїсти, чий «ковчег» перебуває на орбіті, отримують сигнал і забирають Кемпіона попри протести Матері. Тоді Матір викрадає човник Маркуса — очільника одного з загонів, і проникає на «ковчег». Забравши Кемпіона та мітраїстських дітей, вона спрямовує судно на зіткнення з поселенням решти мітраїстів.
Маркус, насправді атеїст Калеб, який підробив ім'я та зовнішність, аби потрапити на «ковчег», прагне розшукати свого сина Пола, забраного Матір'ю. Втім, син не його рідний, і Маркус боїться, що самозванство викриється. Натомість Маркусу вдається знайти групу вцілілих мітраїстів, які перебували на планеті, серед них і свою дружину Сью. Тим часом Мати відновлює Батька й демонструє йому, що досягнула успіху в заснуванні колонії атеїстів. Кемпіон задумується, що Матері треба протистояти, та закликає Батька вбити її, але той не наважується. Діти спершу цураються Кемпіона, та згодом вони дружаться. Від них хлопчик вчиться молитися та починає вірити в Бога Сола, приховуючи це від Матері.
Мітраїсти переконуються, що пророцтва їхнього священного писання починають збуватися. Завдяки цьому вони вчасно ховаються, коли Матір прибуває на їхню базу, щоб викрасти ліки для дітей, які чомусь слабнуть. Батько визначає, що це через заражені радіацією фрукти. Кемпіон же підбурює дітей втекти, вважаючи, що вона вбиває їх. Діти вирушають в напрямку падіння «Ковчега», та батько вилітає на їх пошуки й доставляє назад, за винятком Пола, що загубився в лісі. Мати рятує Пола від падіння в діру, після чого виявляє, що дітям вживлено чипи для стеження. Вони видаляє ці чипи, щоб влаштувати мітраїстам пастку.
Згодом у мітраїстів збувається ще одне пророцтво — вони знаходять у пустелі багатогранну споруду. Їхній лідер Емброуз вирішує потрапити всередину замість шукати дітей, а вночі загорається від споруди й гине. Маркус займає його місце та веде на пошуки дітей за сигналом чипів. У той час Мати знаходить капсулу віртуальної реальності, з якої відновлює свої спогади — вона була бойовим андроїдом мітраїстів, але її перепрограмував атеїст на ім'я Кемпіон, наділивши почуттями та материнським інстинктом, щоб з її допомогою заснувати нове людство на Кеплер-22b.
Коли мітраїсти досягають пастки Матері, вони потрапляють у яму, де стикаються з людиноподібною істотою та розуміють з виконаної нею карти, що істота розумна. Батько ловить таку ж істоту та вчить дітей самотужки захищатися. З усіх дітей лише дівчинка Темпест наважується її вбити, а потім виявляє, що то була вагітна самиця. Темпест сама виявляється вагітною, бо її зґвалтував під час сну в анабіозу на борту «Ковчега» священник. Це спонукає Темпест відректися від своєї віри. Маркус знаходить того священника з іншою групою вцілілих, та вирішує помилувати в обмін на покору. Разом мітраїсти здійснюють атаку на Матір. Першого разу це не вдається, проте Маркус повертається та серйозно ранить Матір вночі, коли вона не може підзарядитися від сонця. Разом зі Сью він займає селище та перепрограмовує Батька. Кемпіон змінює свою думку про Матір, побачивши, як вона самовіддано його захищала.
Мітраїсти вирішують охрестити Кемпіона, та він починає чути дивні голоси й зриває церемонію. Пізніше йому ввижається померла дівчинка Таллі та закликає вирушити в діру в землі. Такі ж голоси чує Маркус і поступово божеволіє. Він береться проповідувати, що обраний Солом, який приведе всіх у кращий світ, і спалює храм. Сью забирає Пола та декількох дітей і тікає від нього. Полишена в лісі Мати знаходить обладнання для лікування, з допомогою якого виявляє, що таємничим чином завагітніла. Вона знову входить у віртуальну реальність і згадує послання від земного Кемпіона, котрий каже, що всередині Матері з'явиться «майбутнє людства», а всі діти до цього були «тренуванням» для неї. Плід поглинає її кров, щоб рости, тож Мати ловить священника задля донорства. Сью виявляє Матір і намагається її вбити, проте відступає, спантеличена її вагітністю. Пол вважає, що дитину Матері послав Сол і ця дитина стане обіцяним пророком.
Один із хлопців перепрограмовує Батька назад і той розшукує Матір, і також починає бачити Таллі. Священник знову намагається зґвалтувати Темпест, але гине. Маркус намагається домогтися знаку від Сола, для чого приносить людську жертву. Мітраїсти повстають проти нього, б'ють і лишають в пустелі помирати. Проте Маркус виживає та вірить, що це свідчення його обраності. Мати з дітьми та Батьком вирушають на шаттлі ближче до екватора, де їх не дістане Маркус. Пол виявляє печеру, в якій бачить наскельні малюнки, а потім на Матір нападає істота з печери. Вбивши її, андроїди визначають, що істота нагадує неандертальця. З цього робиться припущення, що на планеті теж виникли люди, проте їхня еволюція пішла іншим шляхом і вони стали підземними жителями, що виходять на поверхню тільки вночі. Пол під намовою таємничого голосу розкриває, що Сью та Маркус не його батьки та, просячи допомоги в Сола, стріляє в Сью.
Мати готується до пологів, та Батько ставиться до цього з пересторогою, бо вбачає майбутнє в уже наявних дітях. Мати знаходить череп невідомого андроїда в масці змія, а руїни навколо при її пологах починають рухатися. Вона народжує літаючого змія, що присмоктується до тіла. Батько хоче вбити істоту, Мати погоджується. Андроїди сідають у шаттл і спрямовують його в печеру. Апарат падає в підземне озеро лави, та несподівано пролітає крізь нього й вилітає з іншого боку планети. Змій виростає, харчуючись уламками шаттла, та зникає в лісі. А в цей час до Кеплер-22b прибуває ще один корабель атеїстів.

### Другий сезон
Атеїсти знаходять деактивованих Матір і Батька та забирають на свою базу. Там Матір вмикається та примушує персонал відвести її до суперкомп'ютера Траста, котрий повідомляє, що все успішно виконується за його планом. Єдиною загрозою Траст вбачає Маркуса, котрий планує протаранити корабель атеїстів літаком. Суперкомп'ютер влаштовує диверсію, та Маркус встигає врятуватися і звільняє мітраїстку Десіму та її дочку-андроїда Вріл. Він вирішує, що ті повинні стати його паствою для війни задля Сола. Потім до них приєднується розчарований атеїст Тамерлан. Мати й Батько тим часом зустрічаються з дітьми, котрих підібрали атеїсти. Вони обживаються в родючій тропічній зоні планети, проте діти невдоволені прагматизмом атеїстів, життя яких цілком контролює суперкомп'ютер. Мати вважає, що відчуває присутність таємничої сили, котра сіє розбрат між людьми, та вирішує розшукати її.
Батько виявляє останки андроїда, яким близько мільйона років, а Пол знаходить скриньку-головоломку й вірить, що це означає його долю стати пророком мітраїстів. У околицях бази атеїстів з'являється змій, убиваючи кількох людей. Траст організовує полювання на істоту, використовуючи атеїстів як наживку. Під час полювання Маркус захоплює танк, звільняє мітраїстів-наживок і приймає їх у свою паству. Матір досягає змія, але розуміє, що істота травоїдна і людей вбило щось інше. Батько ж виявляє, що його кров-пальне відновлює останки андроїда, і потай від усіх вирішує оживити механізм. Він відвідує поселення мітраїстів, де виграє кров-пальне в поєдинку.
Траст, знаючи, що Пол вірить у Сола, дозволяє йому тримати ручну мишу, але вживлює їй бомбу. Коли Пол тікає до Маркуса, бомба поширює отруйний газ, який отруює хлопчика і змушує паству покинути свою печерну криївку. Десіма винить Вріл, що та не попередила про небезпеку, та калічить її. Вріл виривається, але падає зі скелі. Матір прибуває врятувати Пола, дізнається правду і повертається до бази атеїстів помститися, силоміць забравши з собою Маркуса. Траст наказує послухатися Матері та впустити її на базу. Суперкомп'ютер каже, що ліків для Пола немає, тоді Матір вимикає Траста і проголошує себе новою керівницею колонізації планети. Мітраїсти не вірять їй та покидають поселення. Маркус зі своїми послідовниками вирішує тікати вглиб материка. В той час відновлений Батьком андроїд оживає, проте лишається пасивним.
Сью намагається вилікувати Пола і в розпачі просить Сола про допомогу. В видінні вона бачить, що допомогти здатні місцеві п'явки, і це діє. Пол видужує, але тепер Сью чує голос, який наказує «виростити насіння» зі скриньки, раніше знайденої Полом. Секта Маркуса досягає храму, де Маркус розуміє, що повинен спуститися в шахту. Поки він перебуває внизу, Вріл виявляється жива, вона вчиняє розправу над своїми кривдниками і тікає. Виживає тільки дівчина Поллі. Маркус у той час стикається під землею з агресивним гуманоїдом, убиває його й повертається на поверхню. Мітраїст Люцій винить Маркуса, що той лжепророк, і доставляє його на базу. Мати вимагає, аби Маркус зрікся Сола.
Доторк Пола активує оживленого андроїда, але втручається Мати. Вона перериває активацію, при цьому визначивши, що істота працює на тих же принципах, що й земні андроїди. Сью з Полом вирішують визволити Маркуса та переховують його в околицях бази. Мати вирушає на їх пошуки. Тим часом Темпест народжує, але її дитину викрадає істота, що вилізла з океану. Вріл підказує, де дитина, тож люди змушені їй повірити. Та побачивши, що істота піклується про дитину, Темпест вважає, що немовля треба віддати чудовиську. Батько, однак, застрелює страховище та повертає дитину матері.
Коли Сью співає мітраїстську колискову, скринька розкривається і звідти випадає насінина, що вростає в тіло. Сью перетворюється на дерево, що дає плоди. Пол приносить їх на базу, змія виривається з клітки, де її досі тримали, з'їдає плоди, а потім вирушає до дерева. З'ївши його, змія перетворюється на чудовисько, якому не може протистояти навіть Матір у бойовій формі. Маркус починає сумніватися чи Сол — добро і вирішує боротися зі змією. Тікаючи від істоти, Вріл фатально пошкоджується і гине, наостанок лишивши записи про свій оригінал.
Мати наважується спитати допомоги в оживленого андроїда, від якого дізнається, що колись на Кеплер-22b теж жили люди, поділені на віруючих і атеїстів. Андроїд, якого називають Бабусею, вважає, що програма піклування Матері про дітей витрачає забагато енергії. Бабуся пропонує одягнути її вуаль, аби придушити емоції. Одягнувши вуаль, Мати злітає разом зі змією в космос і, вже не обмежена в силі, знищує істоту. Повернувшись на планету, вона відмовляється зняти вуаль задля безпеки дітей. Та вже незабаром тропічна зона починає замерзати. Бабуся пояснює, що її призначення полягає в збереженні людства за будь-яку ціну. Вона передбачає мутації, що поступово перетворять землян на морських істот, як і корінне населення Кеплер-22b. Побачивши це, Мати жахається, але не може нічого вдіяти, бо її поглинає вуаль. Люцій викрадає Маркуса та розпинає його на дереві. Проте таємнича сила піднімає Маркуса в повітря.

## У ролях
| Актори           | Персонажі               |
| ---------------- | ----------------------- |
| Тревіс Фіммел    | Маркус                  |
| Аманда Коллін    | Мати (Ламія)            |
| Абубакар Салім   | Батько                  |
| Вінта Макґрат    | Кемпіон                 |
| Ніам Алґар       | Сью                     |
| Фелікс Джеймісон | Пол, син Маркуса та Сью |
| Ітан Газзард     | Гантер                  |
| Джордан Лоуґрен  | Темпест                 |
| Аасія Ша         | Голлі                   |
| Айві Вонґ        | Віта                    |
| Матіас Варела    | Люцій                   |
| Сьюзан Денфорд   | Джастіна                |
| Лулу Тейлор      | Касія                   |
| Данієль Ласкер   | Фурфур                  |

## Виробництво

### Розробка
8 жовтня 2018 року було оголошено, що TNT віддав замовлення на виробництво серіалу. Очікувалось, що виконавчими продюсерами будуть Рідлі Скотт, Аарон Ґузіковський, Девід В. Цукер, Марк Гаффам та Джордан Шієн. Скотт також мав намір режисувати перші два епізоди, а Ґузіковський — писати його. Продюсерські компанії, що беруть участь у цій серії, планують складатись із Scott Free Productions, Studio T та Madhouse Entertainment. 29 жовтня 2019 року було оголошено, що серіал буде виходити від WarnerMedia на ресурсі потокового відео сервісу HBO Max. Прем'єра серіалу відбулася 3 вересня 2020 року.
Після закінчення 2-го сезону, 4 червня 2022 року, у «Variety» повідомили, що серіал закрито. Як пояснював актор Абубакар Салім, це пов'язано зі злиттям Warner Bros і Discovery.

### Кастинг
У січні 2019 року було оголошено, що Тревіс Фіммел, Аманда Коллін, Абубакар Салім, Вінта Макґрат, Ніам Алґар, Фелікс Джеймісон, Ітан Газзард, Джордан Лоуґрен, Аасія Ша та Айві Вонґ були зфільмовані в головних ролях.

## Оцінки й відгуки
Серіал (1-й сезон) зібрав 74 % позитивних рецензій на агрегаторі Rotten Tomatoes. На Metacritic він отримав середню оцінку критиків 64 зі 100.
Юан Фергюсон із «Observer» відгукнувся, що „Виховані вовками“ — це шалено високобюджетна й амбітна науково-фантастична епопея від Рідлі Скотта… У ній є драма, страх, гіркота, високі емоції і, враховуючи, що милих, турботливих батьків-андроїдів запрограмовано бути атеїстами, є багато можливостей для незгоди (і війни) проти людського бажання вірити в ангелів». Разом з тим серіал радше красиво зображає, що досліджує пропоновані суперечності, ніж дійсно це робить.
Браян Лоурі з CNN писав, що серіал надзвичайно амбітний, проте розвивається невтішно. За його словами, «Виховані вовками» має особливий, якісний візуальний стиль, майже гідний блокбастера. Та він штучно приховує деякі деталі про минуле персонажів, щоб створити в сюжеті таємниці, розкриття яких рухало б серіал вперед.
Згідно з думкою Люсі Менґан із «The Guardian» про серіал — «Він виглядає як творіння Скотта — блакитно-сіра палітра, красиві невблаганні пейзажі, що заповнюють кадр — і розвиває його улюблені теми: конфлікти та зв'язки між штучним інтелектом і людьми, сильні сторони та обмеження кожного, релігійний порив і те, що вони рідко поєднуються в створенні сонячного бачення майбутньої утопії». Проте на заваді стає те, що «І діти, і дорослі — це лише знаки; нема за кого вболівати чи на кого сподіватися. Потенціал для коментарів і розуміння паралелей і розбіжностей між ШІ та людським інтелектом — груба обчислювальна потужність проти вищих функцій мозку, які породжують мистецтво та культуру — або між релігією та наукою, залишається нереалізованим (принаймні в ранніх епізодах, доступних для перегляду)».
Бен Трейверс у «Indie Wire» підсумував, що другий сезон однозначно не нудний, але, як і перший, озвучує питання замість вирішувати їх.